# Nyitrakoros
Nyitrakoros (szlovákul Krušovce) község Szlovákiában, a Nyitrai kerület Nagytapolcsányi járásában.

## Fekvése
Nagytapolcsánytól 4 km-re északkeletre, a Bebrava jobb partján fekszik.

## Története
Koros egyike a Nyitravidék legrégibb településeinek. Már a Nagymorva Birodalom idején település volt itt. A 11. században már önálló plébánia és két templom állt ezen a helyen, az egyik Szent Miklós, a másik Szűz Mária tiszteletére szentelve. Az előbbi a falu alsó részén állt, azonban annyira megrongálódott, hogy le kellett bontani. Helyette 1240 körül új templom épült, melyet Szűz Mária tiszteletére szenteltek. A templomot 1285-ben említi írott forrás.
A falut 1235-ben említik először, amikor IV. Béla király a tapolcsányi uradalmat szolgálataiért a Türje nembeli Dénesnek adja. Az oklevél leírja a birtok határát és a szomszédos települések között Koros is szerepel. 1244-ben "Krus", 1285-ben "Korus", 1312-ben "Koros" néven említik. A nyitrai káptalan birtoka volt, majd a 12. századtól a 17. századig a Korossy család a földesura. 1641-ben a Berényi család, 1676-ban a Géczy-Soós család, 1839-ben a Zay család, 1878-ban a Springer család szerzett birtokot a községben. A 19. században a Nemeshegyi család birtoka. 1715-ben 14 adózó háztartása volt. 1787-ben 60 házában 623 lakos élt, akik mezőgazdasággal, állattartással, szőlőtermesztéssel foglalkoztak.
A hozzá tartozó Alsóhelbény 1328-ban tűnik fel az írott forrásokban. A Rajcsányi család és a nyitrai püspökség birtoka volt. Később a Korossy családé, majd a 17. századtól a Berényieké. A 18. században a Klobusiczky és más családok birtoka. A 19. században a Zay, Zichy és Ujfalussy családok a birtokosai. Lakói mezőgazdaságból, kosárfonásból éltek. 1964-ben csatolták Nyitrakoroshoz.
Vályi András szerint "KOROS Krussovce. Tót falu Nyitra Várm. földes Urai G. Berényi, és Klobusiczky Uraságok, lakosai katolikusok, fekszik Nagy Tapoltsánhoz fél mértföldnyire, határja középszerű, mint vagyonnyai."
A trianoni békeszerződésig Nyitra vármegye Nagytapolcsányi járásához tartozott. 1976–1990 között Nagytapolcsányhoz tartozott.

## Népessége
| Év:            | 1994. | 2004.   | 2014.   | 2024.   |
| -------------- | ----- | ------- | ------- | ------- |
| Emberek száma: | 1695  | 1834    | 1732    | 1724    |
| Eltérés:       |       | +8,20 % | -5,56 % | -0,46 % |

| Év:            | 2023. | 2024.   |
| -------------- | ----- | ------- |
| Emberek száma: | 1741  | 1724    |
| Eltérés:       |       | -0,97 % |

1910-ben 1208 lakosából 1113 szlovák, 70 magyar és 24 német anyanyelvű volt.
2001-ben 1730 lakosából 1713 szlovák volt.
2011-ben 1746 lakosából 1642 szlovák volt.
2021-ben 1745 lakosából 2 magyar, 2 (+9) cigány, 1621 (+4) szlovák, 17 (+4) egyéb és 103 ismeretlen nemzetiségű.

## Híres személyek
- Itt született 1650 körül Rezik János író, történész, filozófus, a kassai latin főiskola rektora, az eperjesi egyetem professzora.
- Itt született 1708. január 15-én Kelemen Antal egyházi író, a filozófia és teológia tanára a budai, egri, nagyszombati és győri egyetemeken.
- Itt született 1868. január 14-én Buzna Sándor egyházi festő.
- Itt hunyt el 1915. szeptember 15-én Sőtér Kálmán (Schrinff) méhész, méhészeti szakíró.
- Itt szolgált Miskolczy Márton (1763-1848) fölszentelt püspök.
- Itt szolgált Burián László (1922-2014) katolikus pap.

## Nevezetességei
- A Kisboldogasszony tiszteletére szentelt római katolikus temploma a 13. században épült. A 18. században Rudnay Sándor, a későbbi esztergomi érsek átépíttette. Főoltára a 19. század második felében készült.
- A Berényi-kastély 1830-ban épült, mai formáját az 1906. évi átépítéssel nyerte el.
- A Szent Család-kápolna 1872-ben épült.

## Külső hivatkozások
- Hivatalos oldal
- Községinfó
- Nyitrakoros Szlovákia térképén
- Travelatlas.sk
- E-obce.sk Archiválva 2007. augusztus 23-i dátummal a Wayback Machine-ben